# Jules-Maurice Abbet
Jules-Maurice Abbet (ur. 12 września 1845 w Bex, zm. 11 lipca 1918) – szwajcarski duchowny rzymskokatolicki, w latach 1901-1918 biskup Sion.

## Życiorys
Urodził się 12 września 1845 w Bex. Był krewnym biskupa Josepha-Emile Abbet.
Święcenia kapłańskie otrzymał 26 lipca 1870. 13 lutego 1895 został wybrany biskupem koadiutorem Sion. Papież Leon XIII zatwierdził ten wybór 1 października 1895 i nadał mu stolice tytularną Troas. Sakrę biskupią otrzymał 2 lutego 1895 z rąk biskupa Josepha Paccolata. Po śmierci biskupa Adriana Jardiniera 26 lutego 1901 został biskupem Sion. Urząd ten pełnił do swojej śmierci 11 lipca 1918 w wieku 72 lat. 